# Ytrafellsmúli
Ytrafellsmúli är en kulle i republiken Island. Den ligger i regionen Västlandet, 110 km norr om huvudstaden Reykjavík. Toppen på Ytrafellsmúli är 144 meter över havet.
Trakten runt Ytrafellsmúli är nära nog obefolkad, med mindre än två invånare per kvadratkilometer. Det finns inga samhällen i närheten. Trakten runt Ytrafellsmúli består i huvudsak av gräsmarker.